# クリスティアナ・フィゲレス
カレン・クリスティアナ・フィゲレス・オルセン（スペイン語: Karen Christiana Figueres Olsen,1956年8月7日 - ）は、コスタリカの外交官。気候変動枠組条約の第4代事務局長を2010年から2016年まで務めた。

## 経歴
1956年8月7日にコスタリカのサンホセで生まれる。父親のホセ・フィゲーレス・フェレールは、コスタリカの大統領を3回務めている。また兄のホセ＝マリア・フィゲーレス＝オルセンも大統領に就任している。
ドイツのボンにあるコスタリカ大使館で1982年から1985年まで勤務した。1987年には、コスタリカに戻り計画省の国際協力部長や農業省の首席補佐官を歴任した。2010年7月にイボ・デ・ボーアの後任として、気候変動枠組条約の第4代事務局長に就任した。任期中の2015年にはパリで開催されたCOP21においてパリ協定の合意を成し遂げている。2019年ダン・デイヴィッド賞、2023年アルバート・メダル受賞。